# Venaco
Venaco település Franciaországban, Haute-Corse megyében. Lakosainak száma 643 fő (2022. január 1.). Venaco Casanova, Guagno, Corte, Erbajolo, Muracciole, Noceta, Santo-Pietro-di-Venaco és Vivario községekkel határos.

## Népesség
A település népessége az elmúlt években az alábbi módon változott:
| Lakosok száma | 886  | 747  | 614  | 730  | 763  | 729  | 711  | 713  | 690  | 643  |
|               | 1968 | 1982 | 1990 | 2006 | 2013 | 2015 | 2017 | 2019 | 2020 | 2022 |